# Phragmatobia schwingenschussi
Phragmatobia schwingenschussi är en fjärilsart som beskrevs av Daniel 1933. Phragmatobia schwingenschussi ingår i släktet Phragmatobia och familjen björnspinnare. Inga underarter finns listade i Catalogue of Life.